# BM-24
Il BM-24 è un lanciarazzi pesante per le artiglierie di corpo d'armata, entrato in servizio dai primi anni cinquanta.

## Storia

### Descrizione
Esso era costituito da un autocarro Zil-151 6x6 da 2500 kg, con 12 razzi pronti al lancio, in rampe tubolari (una via di mezzo tra tubi e rotaie di lancio), 2 file sovrapposte di 6 l'una, sistemate su di un elevatore brandeggiabile e mobile. Quando veniva usato, era necessario abbassare sia le persiane corazzate sui parabrezza, che, soprattutto, i martinetti di stabilizzazione, due nel settore posteriore. Questo lo rendeva un po' più lento da far entrare ed uscire dall'azione di fuoco, ma era necessario data la potenza dei razzi, con stabilizzazione basata su alette, che venivano lanciati: 1,18 m di lunghezza, 240 mm di calibro, 112,5 kg per una testata da 46,9 nebbiogena, chimica o esplosiva. La gittata è tuttavia assai ridotta, 11 km, troppo poco per non rischiare di essere localizzati e colpiti dalla reazione nemica. Anche per questo, i BM-24, un modello dei quali venne installato su cingolati AT-S, sono stati sostituiti dai più leggeri BM-21 o dai ben più prestanti BM-27

### Utilizzi
Nondimeno, quando si trovò contro questi ordigni nel 1967 con gli effetti spaventosi che creavano combinati alla semplicità del loro disegno, Israele ne rimase impressionato a tal punto da riprodurne una copia da parte della IMI (Israeli Military industries), onore che nemmeno il BM-21 era riuscito ad avere: il nuovo proiettile aveva un peso di 105 chilogrammi, 1,29 m di lunghezza e 48,3 chilogrammi di testata HE, un poco più potente di quella originaria pagata al prezzo di una gittata (10,7 km) minore. Anche il chassis era diverso; venne usato già nella guerra del Kippur e nelle operazioni successive, inclusa l'Operazione Pace in Galilea del 1982.